# Archie Bleyer
Archie Bleyer, (Corona, 12 juni 1909 - Sheboygan, 20 maart 1989) was een Amerikaanse bandleader, muziekproducer en eigenaar van het muzieklabel Cadence Records. 

## Biografie

### Jeugd en opleiding
Bleyers vader was een bekende trompettist die bij de Metropolitan Opera had gespeeld. De jonge Bleyer begon op zevenjarige leeftijd piano te spelen. In 1927 ging hij naar het Columbia College, met de bedoeling elektrotechnisch ingenieur te worden, maar als tweedejaarsstudent schakelde hij over naar een muziekopleiding. Zonder af te studeren vertrok hij om arrangeur te worden. Begin jaren 1930 schreef Bleyer een aantal nummers die werden opgenomen, waaronder Mouthful O'Jam, Business In F en Business In Q.
In 1934 leidde hij zijn eigen band in de club van Earl Carroll in Hollywood. Bleyers orkest nam in 1934 op voor Vocalion Records en verhuisde in 1935 naar de ARC-labelgroep (Melotone, Perfect, Romeo, Oriole). Een van de vocalisten die met dit orkest werkte was Johnny Mercer, die later bekend werd als songwriter en medeoprichter van Capitol Records.
In 1945 begon Bleyer een samenwerking bij het CBS-radionetwerk als orkestdirigent voor de populaire Gordon MacRae Show. Onder de instrumentalisten die met zijn orkest verschenen, was John Serry sr., die zich in latere jaren ontpopte als een vooraanstaand orkestaccordeonist.

### De Godfrey jaren
Hij werd in 1946 muzikaal leider bij Arthur Godfrey en bleef in deze rol tot 1953. Velen die dicht bij Godfrey stonden, beschouwden Bleyers creativiteit en begrip van muziek als cruciaal voor het succes van Godfrey's radio- en tv-programma's. En hoewel Godfrey bekend stond als kortzichtig en controlerend, stelde hij vaak het oordeel van Bleyer op het gebied van presentatie en productie uit.
Bleyer richtte Cadence Records op in 1952. De eerste artiest van het label was Julius La Rosa, een lid van de Godfrey-cast samen met de vocalisten Janette Davis, Frank Parker, Marion Marlowe en de geïntegreerde vocale groep The Mariners. Destijds was La Rosa het populairste castlid van de show. Samen met verschillende instrumentale hitsingles van hemzelf, contracteerde Bleyer vele andere artiesten die hadden opgetreden in Godfrey's programma's, waaronder The Chordettes, van wie een van de leden, Janet Ertel, zijn vrouw werd in 1954.
In de herfst van 1953 ontsloeg Godfrey La Rosa in het openbaar en beweerde later dat de jonge zanger geen nederigheid kende, wat de populariteit van Godfrey zwaar schaadde. La Rosa had een persoonlijke manager aangenomen, dat in strijd was met een niet-officieel beleid van Godfrey. Diezelfde dag ontsloeg Godfrey Bleyer, blijkbaar beledigd toen Bleyer gesproken voordrachten opnam van de radiopersoonlijkheid Don McNeill uit Chicago, presentator van Don McNeill's Breakfast Club. Deze langlopende Godfrey-achtige show was gevestigd in Chicago en werd landelijk uitgezonden, maar de populariteit bestond vooral in het midwesten en was afgestemd op dat publiek. Altijd onzeker, voelde Godfrey dat McNeill, wiens show ooit een concurrent was, nog steeds een rivaal was, hoewel Godfrey de dominante persoonlijkheid van zijn generatie was. 
Radiohistoricus John Dunning heeft in On the Air: The Encyclopedia of Old-Time Radio gesuggereerd dat de relatie van Bleyer met Janet Ertel ook een factor was in Godfrey's beslissing om hem te ontslaan. Godfrey probeerde een niet-datingbeleid af te dwingen onder zijn cast en ontsloeg verschillende die met elkaar uitgingen. Na het verlaten van de show heeft Bleyer nooit een openbare opmerking gemaakt over zijn dagen met Godfrey. Na de publieke furore die LaRosa's ontslag en, in mindere mate die van Bleyer omringde, begon de langzame ontrafeling van Godfrey's schijnbaar onstuitbare dominantie van radio en televisie, terwijl Bleyers carrière net begon te bloeien. Het verlies van Bleyers expertise op het gebied van enscenering en productie, waar hij ondanks hun leeftijdsverschillen een informele mentor voor Godfrey was, was nadelig voor Godfrey's programma's.

### Cadence Records
Hoewel LaRosa zijn vroege successen niet in stand kon houden, omvatten latere Cadence-artiesten Andy Williams en de grootste act van het label The Everly Brothers, wiens hits als Bye Bye Love en Wake Up Little Susie werden geproduceerd door Bleyer in Nashville met country studiomuzikanten onder leiding van Chet Atkins. Bleyer was rond 1963 ook de stiefvader van Phil Everly. Hij had ook zijn eigen instrumentale opnamehits bij Cadence Records. Don Shirley verscheen in 1955 bij het label met Tonal Expressions. Het werd in de lente van dat jaar een Top 15-album, waarvan naar verluidt meer dan 20.000 exemplaren werden verkocht, een respectabel debuut voor een jazzartiest. Het was het enige hitparadealbum waar Shirley van kon genieten, maar zijn verkoop bleef stabiel genoeg dat hij bij het label bleef tot het in 1964 werd gesloten en meer dan een dozijn langspeelplaten opnam.
Bleyer had ook zijn grenzen aan zijn tolerantie voor rock and roll. Hoewel hij de Everly's duidelijk en terecht beschouwde als een commercieel aantrekkelijke, strakke act waarvan de door country beïnvloede harmonieën een enorme aanhang konden bereiken, was hij niet zo tolerant ten opzichte van de pionier garagerockgitarist Link Wray. In 1957 stemde Bleyer met tegenzin in om zijn no-nonsense, daverende instrumental Rumble bij Cadence uit te brengen, deels vanwege de fascinatie van zijn dochter voor het lied. Wray had een contract met Cadence, maar in 1958, nadat hij een nieuw opgenomen album had ingediend met vergelijkbaar ruw materiaal opgenomen in Nashville, was Bleyer ervan overtuigd dat de instrumentale muziek moreel en muzikaal ongepast was en legde het album op de plank en annuleerde Wray's contract. Het materiaal zou pas decennia later worden uitgebracht voordat het werd overgenomen door het Britse label Rollercoaster.
Cadence had een kortstondige jazzdochteronderneming Candid, die vanaf 1960 ongeveer een jaar bestond (het werd enkele decennia later opnieuw geactiveerd onder nieuwe eigenaren).
Cadence had in 1962 nog een grote hit met het album The First Family van de komiek Vaughn Meader, met daarop Meaders komische schetsen en zijn weergaloze imitaties van president John F. Kennedy. Het album was een enorme verkoper, net als een vervolg, totdat Kennedy in 1963 werd vermoord.
Cadence hield altijd een kleine selectie van artiesten bij. Andere Cadence-hits waren 14 hitlijsten van Johnny Tillotson, tien van The Chordettes, vier van Lenny Welch en twee van Don Shirley. In 1964 verkocht Bleyer, die de veranderende popmuziekmarkt aan het begin van het Britse invasietijdperk niet kon accepteren, Cadence Records en al zijn opnamen (behalve bepaald materiaal dat hij voor zichzelf hield, zoals het Link Wray-album). De koper was Cadence-artiest Andy Williams, die Barnaby Records oprichtte om de Cadence-catalogus te beheren.

## Privéleven en overlijden
Bleyer verhuisde met zijn vrouw Janet naar haar geboorteplaats Sheboygan, Wisconsin, waar hij in 1989 op 88-jarige leeftijd overleed aan de gevolgen van de ziekte van Parkinson, enkele maanden na het overlijden van zijn vrouw.

## Hitsingles
- 1954: Hernando’s Hideaway
- 1954: The Naughty Lady of Shady Lane
- 1956: Rockin' Ghost

- Biblioteca Nacional de España: XX1562081
- Bibliothèque nationale de France: cb16166177q (data)
- International Standard Name Identifier: 0000 0000 7327 0117
- Library of Congress Control Number: n93005887
- MusicBrainz: 8611a21a-8c60-4dc4-8b33-6fb61ccd17cf
- Nationale Bibliotheek van Tsjechië: xx0149612
- Nationale Bibliotheek van Israël: 987007334817005171
- Virtual International Authority File: 315223519